# (291325) de Tyard
(291325) de Tyard est un astéroïde de la ceinture principale.

## Description
(291325) de Tyard est un astéroïde de la ceinture principale. Il fut découvert par Jean-Claude Merlin le 29 janvier 2006 à Nogales. Il présente une orbite caractérisée par un demi-grand axe de 2,59 UA, une excentricité de 0,135 et une inclinaison de 5,24° par rapport à l'écliptique.
Il fut nommé en hommage à Pontus de Tyard (1521-1605), prêtre et poète français, membre de la Pléiade.

## Compléments